# Tuniulus milpitanus
Tuniulus milpitanus är en mångfotingart som först beskrevs av Chamberlin 1940.  Tuniulus milpitanus ingår i släktet Tuniulus och familjen Parajulidae. Inga underarter finns listade i Catalogue of Life.